# Conus taslei
Conus taslei é uma espécie de gastrópode do gênero Conus, pertencente a família Conidae.